# Villaggio di Punta Milazzese
Il villaggio di Punta Milazzese (o villaggio di Capo Milazzese) è un villaggio dell'età del bronzo medio sito a Panarea in Sicilia.

## Storia
Il sito venne scoperto nel 1948 da Luigi Bernabò Brea e poi portato alla luce dai successivi scavi del 1949-1950 e nel 2008-2009. 

## Il villaggio

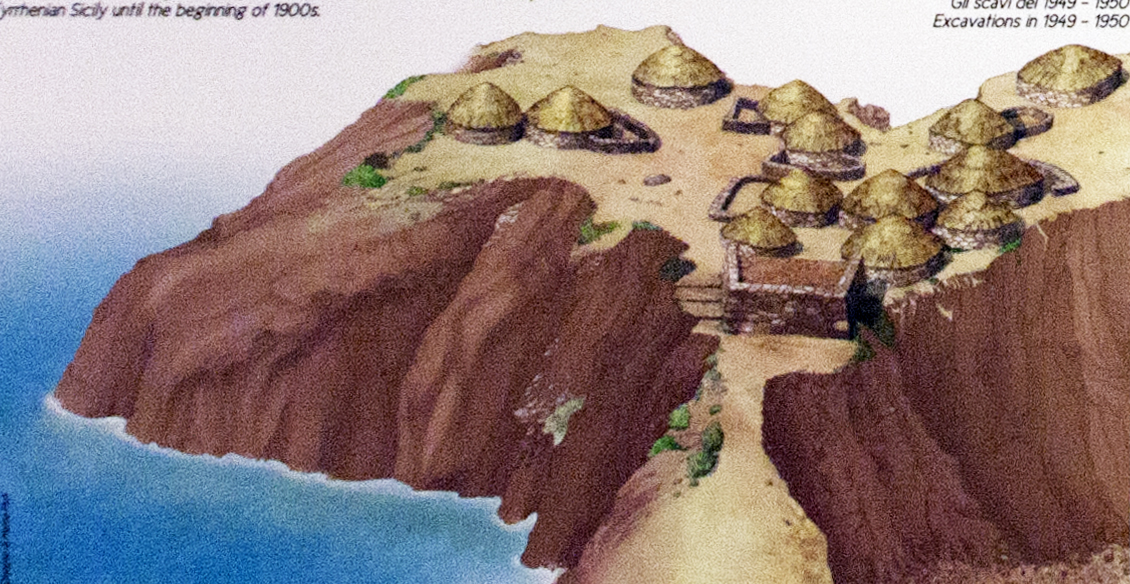
Ricostruzione del villaggio di Punta Milazzese

Posto nel promontorio di Punta Milazzese in una posizione particolarmente indicata per la difesa, essendo difficilmente raggiungibile dal mare per la presenza di pareti rocciose scoscese con un unico accesso stretto e difeso da una torre a pianta quadrata.
Il villaggio è ben conservato nella sua struttura centrale, salvo per le altre parti marginali distrutte da frane e dall'erosione della costa. Esso è datato (grazie ai reperti micenei) tra il XIV e gli inizi del XIII sec. a.C. Sono state scoperte 23 capanne ovali inglobate in un recinto rettangolare, probabilmente lo spazio aperto per gli animali. I muri erano costruiti con blocchetti e ciottoli disposti a doppia fila con prospetto interno ed esterno. In alcuni casi le pietre erano disposte a spina di pesce, una tecnica utilizzata anche nei siti egei. Le pietre erano tenute assieme da impasti di fango. All'interno delle abitazioni vi erano dei sedili in pietra. 
La capanne XVI si distingue da tutte le altre per il fatto d'essere rettangolare e con una porta al centro del lato sud (mentre nelle altre capanne le porte sono difficilmente individuabili perché poste ad un livello maggiore). Questa differenza rispetto alle altre strutture fa ipotizzare la sua funzione di santuario o edificio pubblico anche perché al suo interno furono trovati i più bei vasi in ceramica micenea delle Eolie.
Da questo villaggio prende il nome la Cultura del Milazzese.

## Galleria d'immagini

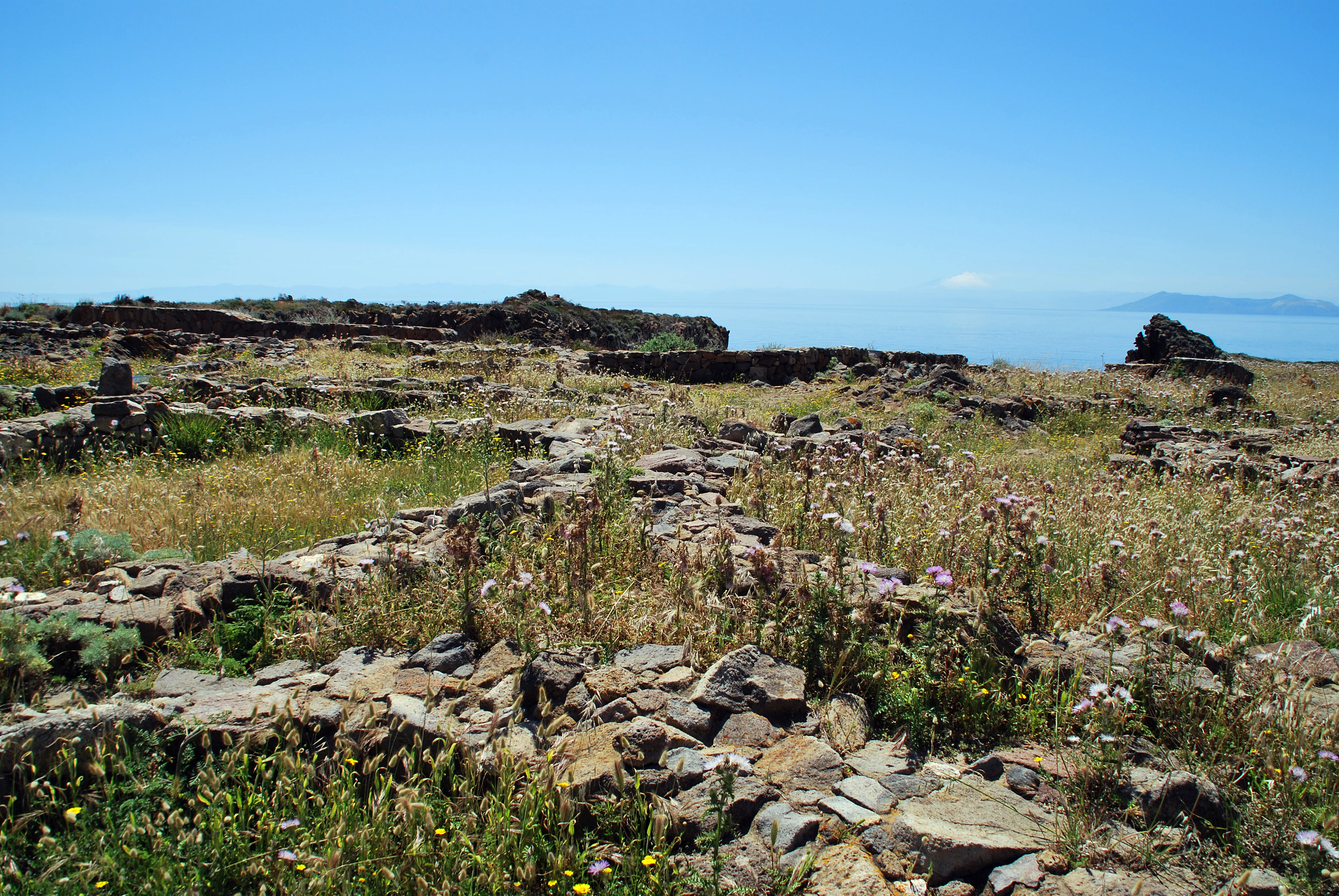
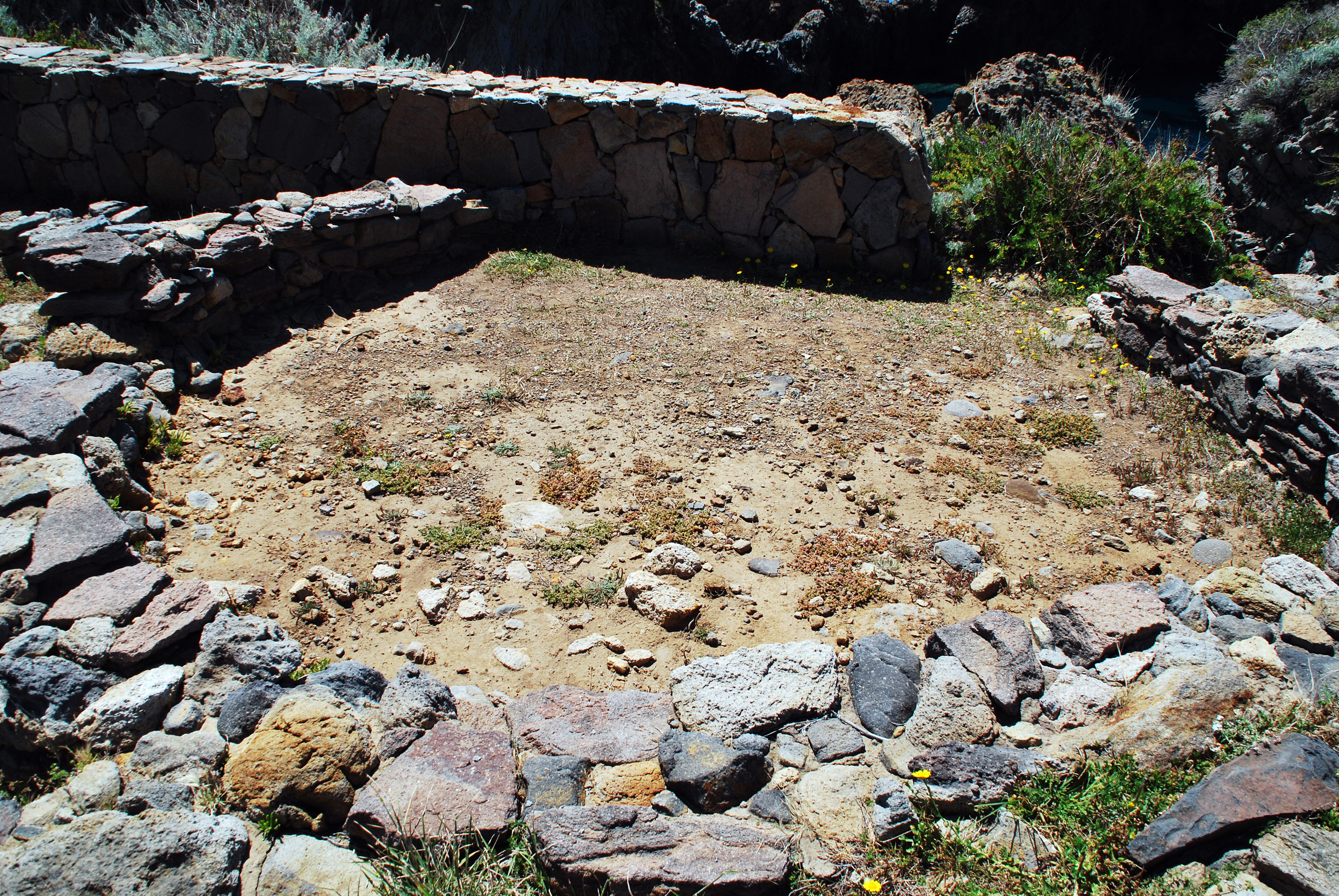
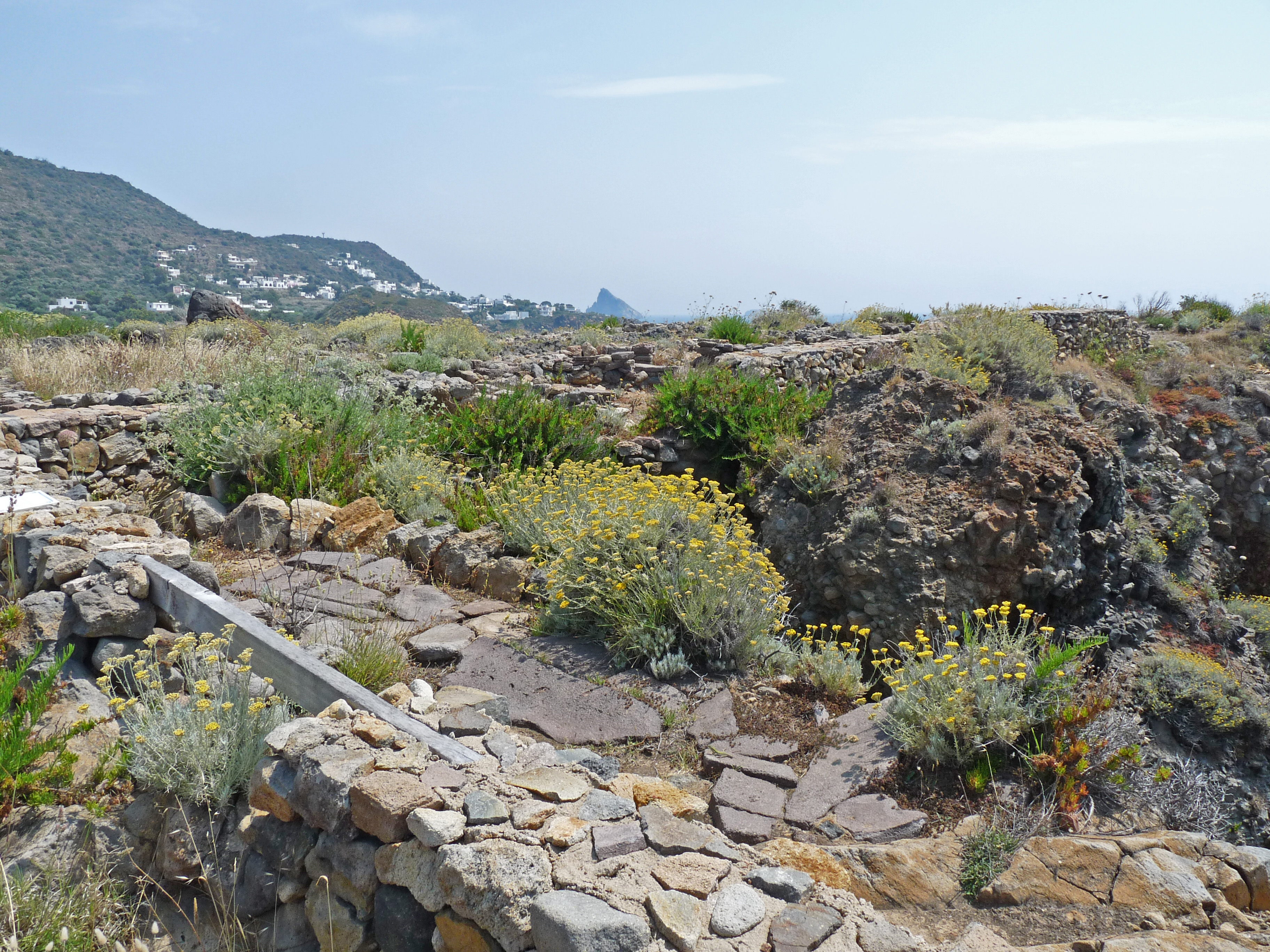